# Birger Jarl

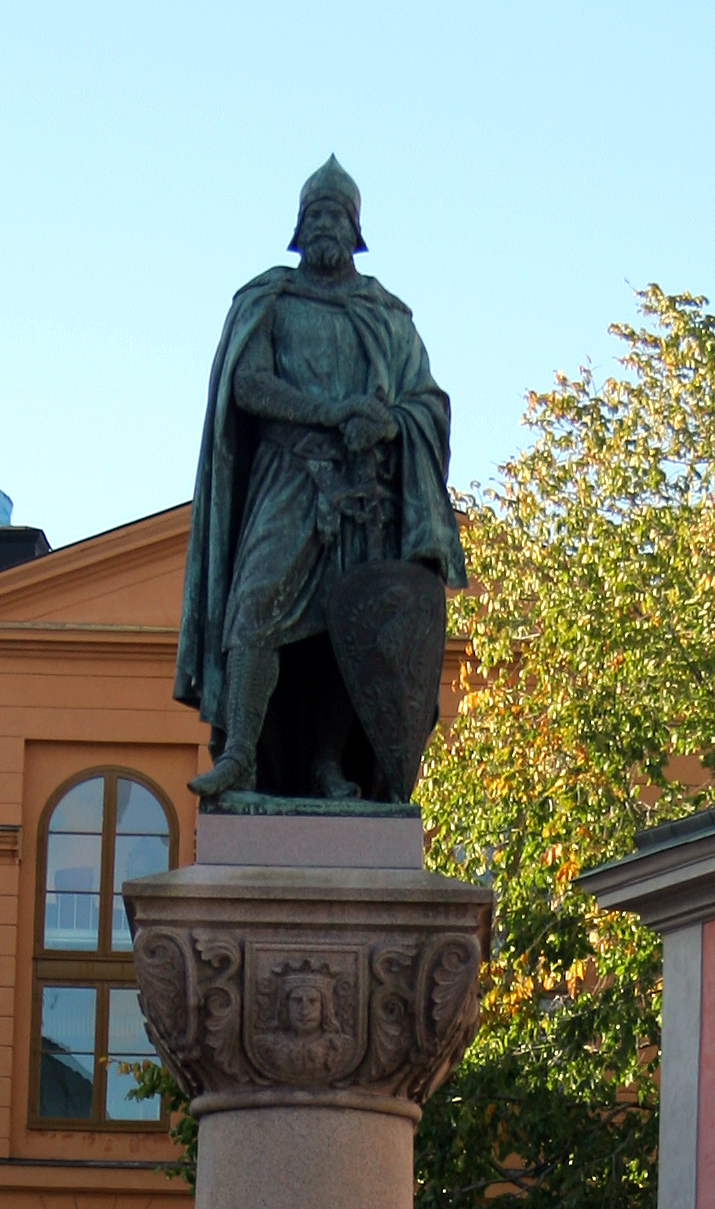
Standbeeld van Birger Jarl in het centrum van Stockholm

Birger Jarl (oorspronkelijk: Birger Magnusson) was een Zweedse jarl uit het Huis Folkung die volgens de overlevering Stockholm stichtte. 
In de bronnen staat beschreven dat Birger rond 1210 werd geboren. Hij was vanaf 1248 jarl. Hij zou rond 1250 de stad Stockholm hebben gesticht. In 1249 leidde hij een kruistocht naar Finland, die de toon zette voor de eeuwenlange Zweedse overheersing in Finland.
Birger was getrouwd met de dochter van de koning Erik X, Ingeborg Eriksdotter van Zweden, en kreeg met haar samen acht kinderen, waaronder de latere koningen Waldemar en Magnus. Na Ingeborgs dood hertrouwde hij met de Deense koningsweduwe Mechtildis van Holstein, bij wie hij nog twee kinderen kreeg:
- Bengt Birgersson (1254-1291), hertog van Finland en bisschop van Linköping,
- Christina Birgersdotter.

Op 21 augustus 1266 overleed Birger in Jälbolung in Västergötland.
Aan de oostkant van het stadhuis van Stockholm staat een grafmonument voor Birger Jarl. In de Riddarholmskyrkan in Stockholm staat een standbeeld van Birger. De straat Birger Jarlsgatan in Stockholm is naar hem vernoemd.